# Баниге, Сергей Владимирович
Сергей Владимирович Баниге (нем. Banige; 1862, Санкт-Петербург — 1926, Ленинград) — русский архитектор, гражданский инженер, специалист по отоплению и вентиляции. Отец архитектора-реставратора В. С. Баниге.

## Биография
Родился 3 (15) октября 1862 года в семье ротмистра Владимира Фёдоровича Баниге; мать — Олимпиада Николаевна Серова, дочь действительного статского советника.
Окончил Введенскую прогимназию; в 1880—1883 годах учился в «филологической гимназии» при Санкт-Петербургском филологическом институте. С 1883 года учился в Институте гражданских инженеров, который окончил в 1889 году со степенью гражданского инженера с правом на чин X класса с золотой медалью и после представления в 1890 году диссертации получил право преподавать в нём.
Поступил на службу в Технико-строительный комитет Министерства внутренних дел, одновременно работал в товариществе «Лукашевич и К». В дальнейшем занимал должности архитектора Дамского попечительного о тюрьмах комитета (с 1891), Институт гражданских инженеров (с 1895), петербургского Воспитательного дома (с 1899), члена Технического комитета Ведомства учреждений императрицы Марии.
Был также преподавателем «Школы десятников по строительному делу», Горного института, Женских политехнических курсов, Академии Художеств (с 1910 — преподаватель, с 1919 — профессор), а также членом «Общества благоустройства Куоккала» (1908—1909).
Скончался в 1926 году.

## Проекты
По его проектам, выполненным в духе архитектуры позднего эклектизма и неоклассицизма, в Санкт-Петербурге строились доходные дома и производственные здания; он проектировал также отопительно-вентиляционные системы для крупнейших общественных зданий С.-Петербурга:
- 8-я Советская улица, д. 31 / Дегтярная улица, д. 27 — доходный дом. 1892—1893[7].
- Зеленков переулок, д. 9 — корпус Выборгской бумагопрядильни Г. Смалла. Надстройка и расширение. 1894[8].
- Введенская улица, д. 22 — жилой флигель. 1895[9].
- Кронверкский проспект, д. 55 / Введенская улица, д. 24 — доходный дом. Перестройка. 1900[10].
- Лесной проспект, д. 8. Во дворе этого дома находилось здание фабрики белья П. Е. Олофа. Надстроено по проекту С. В. Баниге в 1905 году[11].
- 13-я Красноармейская улица, д. 22 — доходный дом. 1905[12].
- 9-я линия, д. 30 — доходный дом А. А. Радус-Зеньковича (модерн с элементами неоготики). 1907[13].
- Лахтинская улица, д. 4 — доходный дом. 1907[14].
- 2-я Красноармейская улица, д. 7 / улица Егорова, д. 4 — доходный дом. Перестройка и расширение. 1907[15].
- Псковская улица, д. 5 — доходный дом. 1910[16].
- Цветочная улица, д. 25 — доходный дом. 1911[17].
- Ординарная улица, д. 5 — доходный дом. 1911[18].
- Улица Розенштейна, д. 26 — доходный дом. 1913[19].
- Нарвский проспект, д. 16 — доходный дом. 1913[20].
- Верейская улица, д. 11 — доходный дом А. И. Балаева. 1914[21].
- Улица Моисеенко, д. 2 — доходный дом А. А. Баумгартен. 1914[22].

## Семья
Женился 3 октября 1899 года на Александре Ивановне Гвоздарёвой. У них родились: 4 июля 1903 года — дочь Ирина, 29 января 1905 года — сын Владимир.